# Glassport
Glassport es un borough ubicado en el condado de Allegheny en el estado estadounidense de Pensilvania. En el año 2000 tenía una población de 4993 habitantes y una densidad poblacional de 1147.5 personas por km².

## Geografía
Glassport se encuentra ubicado en las coordenadas 40°19′37″N 79°53′19″O / 40.32694, -79.88861.

## Demografía
Según la Oficina del Censo en 2000 los ingresos medios por hogar en la localidad eran de $30 616 y los ingresos medios por familia eran $37 364. Los hombres tenían unos ingresos medios de $35 631 frente a los $20 440 para las mujeres. La renta per cápita para la localidad era de $15 035. Alrededor del 9.9% de la población estaba por debajo del umbral de pobreza.